# 曼島首席部長
曼島首席部長是曼島政府的行政首腦。

## 概述
該職位源自曼島執行委員會主席職位。1980年之前，曼島執行委員會主席由曼島副總督擔任。但此後執行委員會主席由曼島議會廷瓦爾德選舉產生。1986年，執行委員會主席改名為“首席部長”。
首席部長由曼島副總督根據鑰匙院的提名（以前是廷瓦爾德的提名）在鑰匙院大選後任命，任期至下一次大選（即通常為五年），並且有資格獲得連任。
現任首席部長是阿爾弗雷德·坎南，他於2021年10月12日上任。